# Acianthera aphthosa
Acianthera aphthosa é uma espécie da família das orquidáceas (Orchidaceae). Foi descrito pela primeira vez por John Lindley em 1838 como Pleurothallis aphthosa, mas foi atribuído ao gênero Acianthera em 2001 por Pridgeon e Mark W. Chase. É nativa do México, Bolívia, Brasil, Colômbia, Equador, Paraguai e Peru. No Brasil, especificamente, ocorre no Rio Grande do Sul, Santa Catarina, Paraná, São Paulo, Rio de Janeiro e Minas Gerais. É holoepífita e ocorre no bioma da Mata Atlântica. Em 2005, foi citada como criticamente em perigo na Lista de Espécies da Flora Ameaçadas do Espírito Santo, no sudeste do Brasil; e em 2014, como pouco preocupante na Lista Vermelha de Ameaça da Flora Brasileira do Centro Nacional de Conservação da Flora (CNCFlora).

## Publicação e sinônimos
- Acianthera aphthosa (Lindl.) Pridgeon & M.W.Chase, Lindleyana 16: 246 (2001).

Sinônimos homotípicos:
- Pleurothallis aphthosa Lindl., Edwards's Bot. Reg. 24(Misc.): 42 (1838).
- Specklinia aphthosa (Lindl.) F. Barros, Hoehnea 10: 109 (1983 publ. 1984).

Sinônimos heterotípicos:
- Pleurothallis hoffmannseggiana Rchb.f., Linnaea 22: 827 (1850).
- Pleurothallis macrophyta Barb.Rodr., Gen. Spec. Orchid. 1: 19 (1877).
- Pleurothallis pelioxantha Barb.Rodr., Gen. Spec. Orchid. 1: 17 (1877).
- Humboltia hoffmannseggiana (Rchb.f.) Kuntze, Revis. Gen. Pl. 2: 667 (1891).
- Pleurothallis sulcata Porsch, Oesterr. Bot. Z. 55: 157 (1905).
- Pleurothallis loefgrenii Cogn. in C.F.P.von Martius & auct. suc. (eds.), Fl. Bras. 3(6): 559 (1906).
- Pleurothallis ciliata var. abbreviata C.Schweinf., Bot. Mus. Leafl. 16: 46 (1953).
- Acianthera hoffmannseggiana (Rchb.f.) F.Barros, Hoehnea 30: 186 (2003).
- Acianthera sulcata (Porsch) F.Barros & V.T.Rodrigues, Bradea 14: 23 (2009).